# 庞氏拟管螺
庞氏拟管螺（学名：Hemiphaedusa potanini），是柄眼目 烟管蜗牛科 台湾纺锤烟管蜗牛属的一种。主要分布于中国大陆，常栖息在阴暗潮湿和多腐殖质的环境。